# Pont-de-Buis-lès-Quimerch
Pont-de-Buis-lès-Quimerch (tiếng Breton: Pont-ar-Veuzenn-Kimerc'h) là một xã của tỉnh Finistère, thuộc vùng Bretagne, miền tây bắc Pháp.

## Dân số
Người dân ở Pont-de-Buis-lès-Quimerch được gọi là Pontdebuisiens.